# Regió Autònoma de l'Atlàntic Sud
La Regió Autònoma de l'Atlàntic Sud (en espanyol Región Autónoma del Atlántico Sur, sovint abreujada RAAS) és una regió autònoma de l'est de Nicaragua, a la costa del Carib, que fins al 1986 formava part del departament de Zelaya. És una de les dues regions autònomes nicaragüenques.
La capital és Bluefields.

## Demografia
La seva població pluricultural i multilingüe és descendent de pobles indígenes i immigrants afroacaribenys constituint-la principalment mestissos (81%), criolls (8,5%) miskitos (6,5%), sumos (2%), garifunes (1,5%) i rames (0,5%).

## Municipis
1. Bluefields
2. Corn Island
3. Desembocadura de la Cruz de Río Grande
4. El Ayote
5. El Rama
6. El Tortuguero
7. Kukra Hill
8. La Cruz de Río Grande
9. Laguna de Perlas
10. Muelle de los Bueyes
11. Nueva Guinea
12. Paiwas

## Història
El 12 de setembre de 1502 Cristòfor Colom descobreix el litoral Carib de Nicaragua, en el punt del Cap Gràcies a Déu. Els anglesos inicien l'ocupació de la Mosquitia, sota les pressions de la corona Espanyola, des de l'any 1633 quan el capità anglès Sussex Cammock, atenent orientacions del governador de l'illa de Providència, Phillip Bell, en Cap Gràcies a Déu, funda una colònia comercial entre els miskitos denominada en 1644 Nativitat.
Les primeres colònies angleses sorgeixen especialment en Bluefields i Cap Gracias a Dios, compostes d'uns pocs blancs, indis i negres en la seva majoria, els colons anglesos es van dedicar al comerç i l'agricultura, en les riberes del Ric Coco i Amagat sembrant canya de sucre i l'indi. Depenien de la mà d'obra dels esclaus negres.
L'últim rei miskito durant la colònia va ser Stephen I que va governar entre 1816-1820.
Fins a 1986 conformava conjuntament amb la Regió Autònoma de l'Atlàntic Nord el Departament de Zelaya.